# 阿利·舒克里亚
阿利·舒克里亚（羅馬化：Ali Šukrija；1919年9月12日—2005年1月6日），南斯拉夫社会主义联邦共和国政治家，阿尔巴尼亚族。1919年9月12日，出生于科索沃米特罗维察。第二次世界大战前曾在贝尔格莱德大学学习医学。1939年，参加共产主义运动；1941年，被捕；但后来得以加入游击队。战后，就读于贝尔格莱德的久罗·贾科维奇高等政治学校。1963年6月－1967年5月，任科索沃社会主义自治省执行委员会主席。1981年8月－1982年，任科索沃社会主义自治省主席团主席。1984年6月26日－1985年6月25日，任南斯拉夫共产主义者联盟中央委员会主席团主席。退休后，一直生活在贝尔格莱德，直到2005年去世，享年85岁
。